# Mali Stoni-csatorna
A Mali Stoni-csatorna (horvátul: Malostonski kanal) egy tengerszoros az Adriai-tengerben, Horvátország területén a Klek-félsziget a Neum-félsziget, illetve a Pelješac-félsziget között.

## Fekvése
A csatorna hosszúsága 21 km, szélessége 2,2 km, mélysége 28 m. A jóval szélesebb Neretvai-csatornától a Blaca-fok és a Međed-fok közötti képzeletbeli vonal választja el. Bejáratánál az északi part mentén található a Klek-Neum-öböl. Nagyobb öblei a Bjejevica és a Bistrina. Fő települése Mali Ston. Területének egy része (4821 hektár), mely a Sreser-Duba vonaltól délkeletre fekszik 1983 óta védett tengeri rezervátum. Területén osztriga és farkassügér nevelőtelepek vannak.